# Casa Joan Guarro
La Casa Joan Guarro és una obra de Capellades (Anoia) protegida com a Bé Cultural d'Interès Local.

## Descripció
Es tracta d'un edifici representatiu de l'arquitectura rural i popular, que forma part del nucli antic de la Font de la Reina i s'assenta sobre el Camí Ral.
La construcció presenta dues altures i diferents obertures de proporció vertical, situades de forma irregular. El parament arrebossat es troba en mal estat i presenta diversos despreniments i afegits de ciment.
Destaca l'arc de mig punt adovellat i en la dovella clau es diferencia la inscripció "1691" acompanyada d'una creu.

## Història
Està un xic més endavant de Can Bernat anant en direcció a La Torre Baixa. Entre els ss.XIV i XVIII en aquest indret, lloc estratègic del camí Ral de Barcelona a Lleida, hi havia diversos hostals i, a més, era punt de transbordament de primeres matèries i de paper manufacturat dels molins paperers.